# Ferrocarriles Estatales de Corea
Ferrocarriles Estatales de Corea (del coreano: 조선민주주의인민공화국 철도성) es la empresa estatal de transporte ferroviario de Corea del Norte. La empresa está gestionada directamente por el Ministerio de Ferrocarriles del gobierno norcoreano y administra 4 725 km de vías férreas.

## Historia

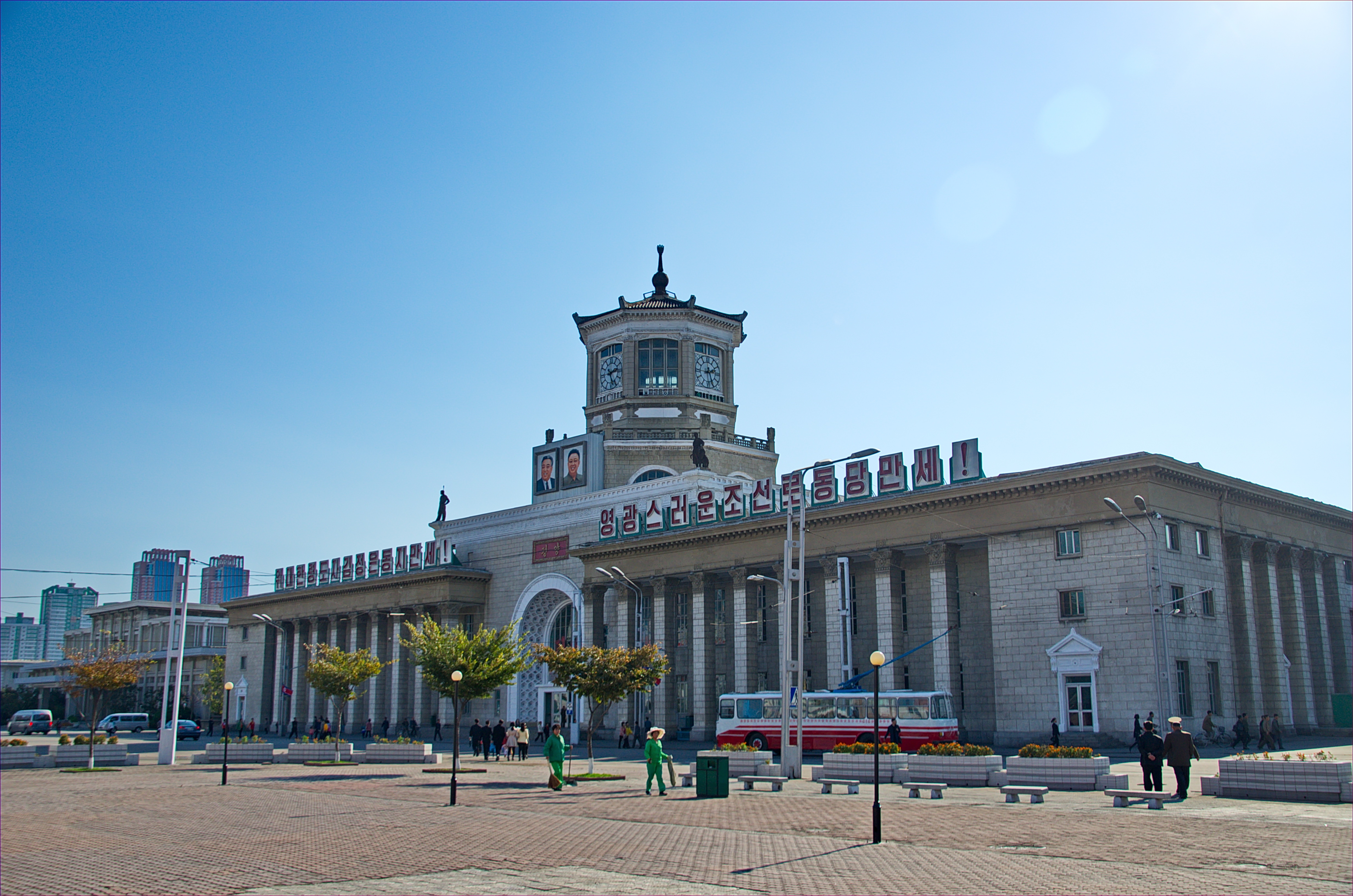
Estación de ferrocarril de Pionyang.

Las líneas ferroviarias de Corea del Norte fueron construidas originalmente durante la ocupación japonesa de Corea por el ferrocarril del Gobierno de Chosen (Sentetsu), el Ferrocarril del Sur de Manchuria (Mantetsu) y varias compañías ferroviarias de propiedad privada, como el ferrocarril Chosen (Chōtetsu). La guerra del Pacífico había dejado los ferrocarriles de Corea masivamente dañados. Sin embargo, el trabajo de reconstrucción comenzó inmediatamente después de la partición de Corea y en 1948, cuando la República Popular Democrática de Corea —y la fundación de los Ferrocarriles Estatales de Corea— 3 767 kilómetros de ferrocarril se encontraban en estado funcional, incluyendo la restauración de la electrificación en el sección Yangdok-Ch'ŏnsŏng de la línea P'yŏngra, y la nueva electrificación de la sección Kaegu-Koin de la línea Manp'o.
Otra nueva construcción se llevó a cabo antes de 1950, pero la guerra de Corea detuvo los avances, dejando la red ferroviaria de Corea del Norte devastada. Con la guerra de Corea, gran parte de la infraestructura y la mayoría de las locomotoras fueron destruidas. Con la ayuda del Cuerpo de Voluntarios del Pueblo Chino, en el momento del cese del fuego en julio de 1953 se habían restablecido 1 382 kilómetros de líneas ferroviarias. Dentro de los tres meses después del armisticio, 308 puentes con una longitud total de 15 000 m fueron reparados o recién construidas por los voluntarios del Cuerpo de ferrocarril, 37 estaciones fueron reconstruidos y la red ferroviaria fue restaurada a su estado anterior a la guerra. Con una amplia ayuda soviética y china, los ferrocarriles se reconstruyeron y ampliaron aún más.